# Flakpanzer V
Флакпанцер V «Кёлиан» (нем. Flakpanzer V «Coelian») — прототип немецкой зенитной самоходной установки (ЗСУ) времён Второй мировой войны на базе танка «Пантера», построенный концерном «Рейнметалл». Машина была оснащена двумя зенитными пушками 3,7 cm FlaK 43 L/89, расположенными в поворотной башне.

## История создания
В первые годы войны у вермахта не было особой необходимости в разработке самоходных зенитных установок, однако по мере развития авиации союзников возникла нужда в более мобильном и мощном зенитном орудии. В арсенале вермахта были колёсные и полугусеничные зенитные установки, также пригодные для поддержки пехоты на поле боя, в качестве передвижных командных пунктов, для транспорта и разведки. Когда самолёты союзников стали оснащать ракетным вооружением, немецкие позиции ПВО стали гораздо более уязвимыми. Решение было найдено в создании зенитной установки на танковом шасси, с хорошо бронированной башней, которая могла бы защитить экипаж от вражеского огня.
Поэтому немецкое командование заявило о необходимости разработки самоходной зенитной установки на шасси от танка «Пантера». Разработку поручили концерну «Рейнметалл». Было предложено несколько вариантов вооружения, включая модель со счетверённым 20-мм авиационным пулемётом MG 151/20, однако проект неоднократно менялся, из-за возрастающих требований (например, использование новых длинноствольных пушек). В конце концов, в мае 1944 года были разработаны два варианта: с 55-мм пушкой, и со спаренной пушкой 3,7 cm FlaK 43 L/89.
Тем не менее, разработка этой ЗСУ была прервана на стадии проектирования, по ряду причин, включая нехватку шасси и запчастей, разрушения от авианалётов союзников. К февралю 1945 года был построен только один деревянный прототип, представляющий собой спарку 37-мм пушек на шасси от танка «Пантера» модификации D.